# Sick Kitten
Sick Kitten ist ein britischer Kurzfilm von George Albert Smith aus dem Jahr 1903. Der Film wurde durch G.A.S. Films produziert und durch die Charles Urban Trading Company veröffentlicht. Es handelt sich um eine Neuverfilmung des Films The Little Doctor and the Sick Kitten aus dem Jahr 1901, der ebenfalls von George Albert Smith gedreht wurde, dabei wurde die Handlung stark gekürzt. 

## Handlung
Zwei Kinder in Edwardischer Kleidung kümmern sich liebevoll um eine kranke Katze.

## Hintergrundinformationen
Der Film The Little Doctor and the Sick Kitten war etwas länger als Sick Kitten und hatte die gleiche Geschichte, nur kümmerten sich hier die Kinder um zwei kranke Katzen. Der Film, der diesem als Grundlage diente, ist seit Jahrzehnten verschollen.